# The Records
The Records foi uma banda da new wave inglesa, formada em Londres por Will Birch e John Wicks. Segundo Chris Woodstra, no Allmusic, The Records são provavelmente mais lembrados por seu cultuado clássico, e hit menor, "Starry Eyes"; uma canção quase perfeita e que definiu o power pop britânico dos anos 70. Embora nunca chegassem ao sucesso através deste registro, sua produção de alta qualidade entre 1979 e 1982 não só mostrou-se melhor do que a maioria da época, com seu apelo atemporal, como também serviu de modelo para as várias ondas britânicas e norte-americanas de power pop desde então. Alguns foram longe, a chamá-los de "o Big Star britânico", o que, provavelmente, é uma comparação justa.

## História

### 1977-1979: The Kursaal Flyers, início, "Starry Eyes" single,Shades In Bed / The Records
O texto "A brief biography of The Records 1978-1982", pelo baterista, em todas as formações do grupo, Will Birch, diz que ele conhece o guitarrista e vocalista John Wicks em 1977, na extinta banda The Kursaal Flyers e que esta termina logo após. Juntos, John e Will começam a escrever, inspirados pela tradição pop de grupos como Raspberries, Badfinger e Big Star, além dos Beatles. Em 1978, eles completam a formação dos Records com o baixista/vocalista Phil Brown e o guitarrista/vocalista Huw Gower; este último substituindo uma rápida passagem do guitarrista Brian Alterman na formação. Dentre as músicas desta fase estão "Teenarama" e "Up All Night", presentes em seu primeiro álbum. Outra música da dupla John e Will, "Hearts In Her Eyes", faria parte do repertório do The Searchers em 1979; e a artista Rachel Sweet grava "Pin A Medal On Mary", levando-os até Nova Iorque para quatro noites como grupo de apoio e com a ajuda da Stiff Records. 
Outra composição, inspirada em "Do Anything You Wanna Do" da banda Eddie and the Hot Rods e chamada "Starry Eyes", foi lançada pela Virgin Records, que os contratara, como o primeiro single dos Records. O lançamento começou a receber airplay nos EUA, com a banda entrando em estúdio acompanhada do produtor Robert John Lange e do engenheiro Tim Friese-Greene para a gravação de seu debut, Shades In Bed, lançado em 1979. Pouco antes do lançamento, substituíram "Rock And Roll Love Letter", uma regravação de Tim Moore, lançada como o segundo single dos Records, por "The Phone". A edição norte-americana do disco, distribuída pela Atlantic Records, seria rebatizada com o nome da banda, The Records, e lançada com nova capa. Ambas as edições seriam vendidas juntamente com um EP nomeado High Heels (de 12" na edição inglesa e 7" na norte-americana, renomeada The Records E.P.), com quatro covers: "Abracadabra (Have You Seen Her?)" - Blue Ash -, "See My Friends" - The Kinks -, "1984" - Spirit - e "Have You Seen Your Mother, Baby, Standing In The Shadow?" - The Rolling Stones. Excursionam pelo Reino Unido, abrindo shows para o The Jam de Paul Weller e preparando o terreno para a posterior turnê americana de oito semanas, cujos shows teriam como abertura outras bandas no estilo, como The Rubinoos e The dB's; ou abrindo para artistas como The Cars e Joe Jackson. Em cada cidade que visitavam, faziam entrevistas em estações de rádio, aparições em lojas de discos e um show mais ou menos esgotado em ingressos. Em sua biografia, John Wicks afirma que o álbum The Records chegou a #41 na parada da Billboard.

### 1980: Troca de Huw Gower por Jude Cole,Crashes, "Hearts In Her Eyes" single
Após a turnê na América, a banda volta ao estúdio com o produtor Craig Leon, em Londres, para a gravação do segundo álbum, Crashes. Abrem algumas datas para Robert Palmer, mas, logo após, Huw Gower abandona o Records e é substituído pelo guitarrista/vocalista Jude Cole. Gravam no The Townhouse, com The Jam no estúdio ao lado trabalhando no álbum Sound Affects. Paul Weller, durante estas sessões de gravação, ouve as músicas "Spent A Week With You Last Night" e "I Don't Remember Your Name".
Voltam para os EUA em nova turnê para promover Crashes e o single de "Hearts In Her Eyes" (que fora gravada pelos Searchers). Porém recebem bem menos apoio da parceria Virgin/Atlantic Records. Na volta da turnê o novo guitarrista, Jude Cole, fica na América, enquanto John, Phil e Will, voam para a Inglaterra.

### 1981-1982: Novos integrantes, "Imitation Jewellery" single,Music On Both Sides
Em 1980 os Records quase acabam. A banda brigara com seu gerente e um processo judicial inevitável, se arrastando por meses, os acompanha. Mesmo com isso, a Virgin continua com eles em contrato. Resolvem chamar um novo guitarrista, Dave Whelan, e um quinto membro, Chris Gent, para ser vocalista. Lançam o single "Imitation Jewellery" e gravam por semanas overdubs e mixagens, com o resultado, Music On Both Sides, com capa do artista Barney Bubbles, demorando um ano até ser pressionado e distribuído nas lojas em 1982. Depois a banda tocou seus dois últimos shows em Londres, antes de acabar. No final dos anos 80, a Virgin lança em CD a coletânea Smashes, Crashes And Near Misses. John Wicks explica, em sua página, que "os entusiastas do rock britânico pediram à Virgin Records para lançar a música dos Records em CD", sendo atendidos pela Caroline.

### 1990-2011: Lançamentos,Paying For The Summer of Love, John Wicks And The Records,Play Live!!
No ano de 1990 a gravadora Skyclad Records lança Paying For The Summer of Love (original demonstration recordings) nos Estados Unidos. A biografia do The Records, por John Wicks, comenta este período e afirma que por volta de 1994 a banda passou a se chamar John Wicks And The Records, fazendo shows principalmente nos Estados Unidos e lançando outros dois álbuns, Solace In Wonderland (1995) e Rock'Ola (1998). Haviam se reunido para a colocação de uma música, "Darlin", em um tributo aos Beach Boys. Após a virada do século, a gravadora inglesa On The Beach Recordings relança Shades In Bed, em 2002, com todas as músicas do álbum e do EP de covers e mais 6 músicas extra. Mark Deming (no Allmusic) cita o lançamento do álbum Rotate, por John Wicks And The Records, em 2007, pela gravadora Kool Kat; sendo relançado em 2009 pela Collectables Records, com nova capa e sem a cover de "We Can Work It Out" e a balada "Whenever You're Near" da edição original. E a gravadora japonesa Air Mail Recordings lança Play Live!! (2008), contendo um show gravado em Evanston, Illinois, datado de 1980 (comenta Birch). Em novembro de 2011, uma versão reembalada de Rotate, com uma lista de músicas ligeiramente diferente, incluindo uma nova versão de "Starry Eyes", foi lançada pelo Fuel Label Group.

### 2013:Starry Eyed – The Records Tribute
No ano de 2013, a gravadora Zero Hour Records lança, na Austrália, o CD Starry Eyed – The Records Tribute, com vinte versões de músicas da banda por outros artistas.

## Discografia

### Álbuns
- Shades In Bed (1979) - Virgin Records, UK / (2002) - On The Beach Recordings (reedição em CD com faixas bônus)
- The Records (1979) - Virgin Records, EUA (edição norte-americana de Shades In Bed)
- Crashes (1980) - Virgin Records
- Music On Both Sides (1982) - Virgin Records

### EP
- 12" High Heels (UK) / 7" The Records E.P. (EUA) - A: "Abracadabra (Have You Seen Her?)", "See My Friends" / B: "1984", "Have You Seen Your Mother, Baby, Standing In The Shadow?" (distribuído junto com o álbum de estreia em edição limitada)

### Singles
- 7", A: "Starry Eyes" / B: "Paint Her Face" (1978) - Virgin Records, UK
- 7", A: "Rock And Roll Love Letter" / B: "Wives And Mothers of Tomorrow" (1979) - Virgin Records, UK
- 7", A: "Starry Eyes" / B: "Paint Her Face" (1979) - Virgin Records, EUA
- 12", A: "Rock And Roll Love Letter" / B: "Wives And Mothers of Tomorrow", "Starry Eyes" (ao vivo) (1979) - Virgin Records, UK
- 7", A: "Teenarama" / B: "Held Up High" (1979) - Virgin Records, UK e EUA
- 7", A: "Hearts In Her Eyes" / B: "So Sorry" (1980) - Virgin Records, UK e EUA
- 7", A: "Imitation Jewellery" / B: "Your Own Soundtrack" (1982) - Virgin Records, UK

### Coletâneas
- Smashes, Crashes And Near Misses (1988) - Caroline Blue Plate, EUA / Virgin Records, UK
- Paying For The Summer of Love (1990) - Skyclad Records

### Ao vivo
- Play Live!! (2008) - Air Mail Recordings

### Músicas em coletâneas de power pop
- DIY: Starry Eyes - UK Pop II (1978-79) (1993) - Rhino Records (música "Starry Eyes")
- Poptopia! Power Pop Classics of The '70s (1997) - Rhino Records (música "Starry Eyes")

### Tributo
- Starry Eyed – The Records Tribute (2013) – Zero Hour Records, Austrália

## Discografia: John Wicks And The Records
- Solace In Wonderland (1995)
- Rock'Ola (1998) - Rock Indiana, Espanha
- Rotate (2007) - Kool Kat / (2009) - Collectables Records / (2011) - Fuel Label Group